# Forsthaus Heisenküche

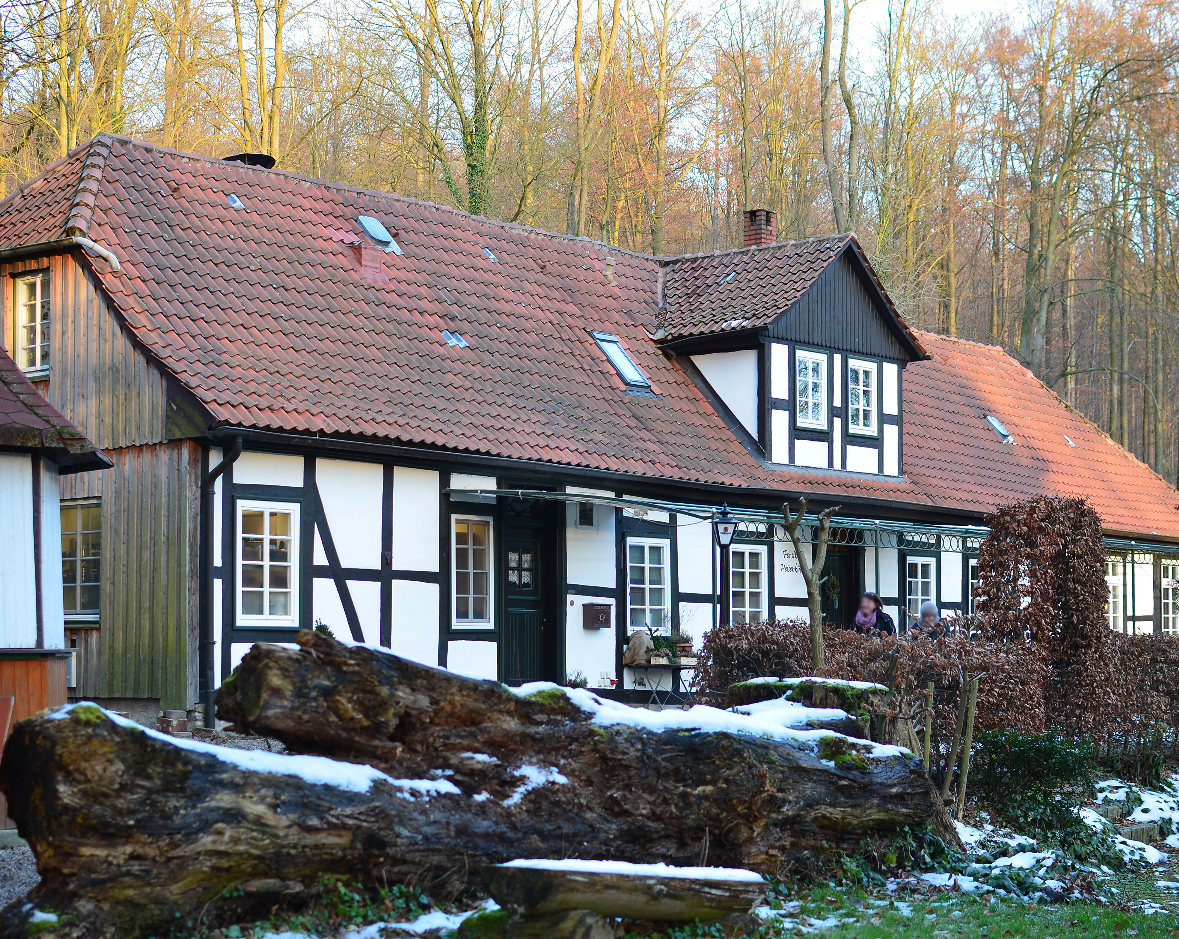
Forsthaus Heisenküche, 2015

Das Forsthaus Heisenküche ist ein historisches denkmalgeschütztes Forsthaus im Stadtforst von Hameln, das zwischen 1792 und 1794 als Forstgebäude und Wohnsitz für den zuständigen Revierförster errichtet wurde. Schon früh bewirtete der Förster Ausflügler, die zum Schweineberg wanderten. Seit 1905 wird das Forsthaus Heisenküche ausschließlich als Waldgaststätte genutzt.

## Lage und Name
Das Forsthaus Heisenküche liegt nordöstlich von Hameln am Fuß des Schweineberges. Westlich davon liegt mit dem Gröninger Feld ein Relikt der im Mittelalter wüst gefallenen Siedlung Gröningen. Das nahe der Heisenküche gelegene Naturschutzgebiet Schweineberg ist während der Blüte der Märzenbecher im Frühjahr ein beliebtes Ausflugsziel. Im Wald nahe der Heisenküche finden sich ein Waldlehrpfad und Reste der Hamelner Landwehr. Die Herkunft des Namens Heisenküche ist nicht eindeutig geklärt. Bereits vor dem Bau des Forsthauses ist der Standort auf alten Karten als Heisenküche verzeichnet. Der Begriff könnte für eine sogenannte Hessenküche aus der Zeit des Dreißigjährigen Krieges stammen. Wahrscheinlicher ist eine Ableitung des in alten Urkunden erwähnten Begriffs Hasenküche, was einen Ort bezeichnet, an dem der Hase auf die Felder läuft.

## Geschichte
Das Fachwerkgebäude der Heisenküche bezog 1794 der erste Revierförster des Ostertorreviers. Das Forsthaus diente dem Schutz der nördlichen Grenze des Stadtwaldes von Hameln. Das Ostertorrevier war einer der drei Bezirke des Stadtwaldes mit dem Neuetorrevier am Wehl und dem Brückentorrevier am Finkenborn auf dem Klüt. Früher gehörten zum Forsthaus auch Stallungen für Vieh, da der Förster das Recht der Waldweide in seinem Revier innehatte. Die umgebenden Wirtschaftsgebäude wie Schweinestall, Scheune und Schuppen wurden 1978/79 abgerissen.
In den napoleonischen Kriegen mit der Belagerung der Festung Hameln im Jahr 1806 wurde das Forsthaus von feindlichen Soldaten geplündert. Um 1815 erhielt der Förster zur Aufbesserung seines kargen Gehaltes eine Gaststättenkonzession, da das Forsthaus wegen seiner idyllischen Lage im Wald oft von Wanderern aufgesucht wurde. Das Forsthaus bot wochentags Nachmittagskaffee und an den Wochenende Tanz- und Musikveranstaltungen an. Da die Förster wegen der Gästebewirtung ihren eigentlichen beruflichen Pflichten nicht mehr genügend nachkommen konnten, verpachtete die Stadt Hameln die Heisenküche im Jahr 1905 als Waldgaststätte.
Während des Zweiten Weltkrieges war die Gaststätte geschlossen und diente wegen der Luftangriffe auf Hameln als Warenlager. Als im April 1945 amerikanische Truppen die Stadt Hameln mit starkem Artilleriefeuer angriffen, suchten über 400 Menschen in dem abgelegenen Forsthaus Zuflucht. Nach der Einnahme der Stadt requirierten die Alliierten die in der Heisenküche eingelagerten Waren und verteilten sie an russische sowie polnische Zwangsarbeiter in Hameln.
Nach dem Ende des Krieges wurde der Gaststättenbetrieb 1947 wieder aufgenommen. Erst Ende der 1950er-, Anfang der 1960er Jahre erhielt die Heisenküche einen Stromanschluss und fließendes Wasser. Etwa 1989 wurde das Gebäude umfangreich renoviert.